# Locución conjuntiva
Locución conjuntiva es un grupo de palabras equivalente a una conjunción en una oración compuesta.
En español algunas locuciones conjuntivas pueden formarse al combinar una preposición con un verbo en infinitivo:
- Al + inf. = Al cantar el gallo... (es equivalente a cuando + conjugación: cuando cantó el gallo...)
- De + inf. = De venir Pedro... (Si + conjugación: Si viene Pedro...)
- Con + inf. =  Con ser tan guapo... (Aunque + conjugación: aunque es tan guapo...)
- Por + inf. = Por llegar tarde... (Porque + conjugación: Porque llegó tarde...

Existe gran variedad de combinaciones que forman una locución conjuntiva. Estas se pueden diferenciar de otras  locuciones por medio de la función que realizan en la oración compuesta ya que constituyen el vínculo de subordinación entre dos oraciones. 
- Algunos mamíferos pueden vivir en el agua ya que presentan capacidades especiales.
- Marta aprobó el examen dado que se preparó muy bien.
- La familia Rodríguez se mudó de casa varias veces con tal de que los vecinos no los molestaran.
- Nos gustaría salir a pasear siempre que el día esté soleado.
- Podremos ver televisión tan pronto como llegue mamá.
- Puedes conseguir un trabajo siempre y cuando tengas buenas recomendaciones.
- Esta agua no es potable, es decir, no se puede beber.

- Datos: Q5978305